# Dějiny Bělehradu
Bělehrad, který se nachází na strategickém soutoku dvou řek, patří k velmi starým městům a místům, kde kontinuální osídlení trvá již několik tisíc let. Jako město si postupně získával strategický význam, především díky přítomnosti na hranici mezi velmocemi. Bělehrad dobyli Římané za vlády císaře Augusta a získalo městská práva v 2. století. Později jej osídlili Slované. Několikrát změnilo svého vlastníka, než se stalo součástí středověkého srbského státu. Po dobytí Turky se stalo centrem sandžaku. Během válek mezi Turky a Rakušany se o něj obě impéria často střídaly. Hlavním městem Srbska se stal Bělehrad v roce 1841. Byl pohraničním městem; až roku 1918 se v souvislosti se změnami hranic k němu připojily dnešní západní a severní oblasti, které bývaly součástí Uher a Chorvatska. Město bylo během svých dějin zhruba čtyřicetkrát bombardováno a odehrálo se zde 115 válek. Svůj význam má jako hlavní město bývalé Jugoslávie a dnes Srbska.

## Rané dějiny
Lokalita dnešního města byla oblíbená již u kultur z doby kamenné. Zastoupena je zde tzv. Starčevská kultura, která existovala v 7. století př. n. l. V blízkosti dnešních obcí Vinča, Žarkovo, i pod současnými bělehradskými ulicemi a na soutoku řek Dunaje a Sávy byly odhaleny pozůstatky různých osídlení, které přetrvávala po velmi dlouhou dobu. Mnohé z obcí okolo současné metropole vznikly nejspíše rovněž v dávnověku na základě velmi starých osad. Doloženy jsou i osady z rané doby železné, které měly podobu roztroušených domů, obehnaných velkými ploty nebo palisádami.

## Římské město Singidunum

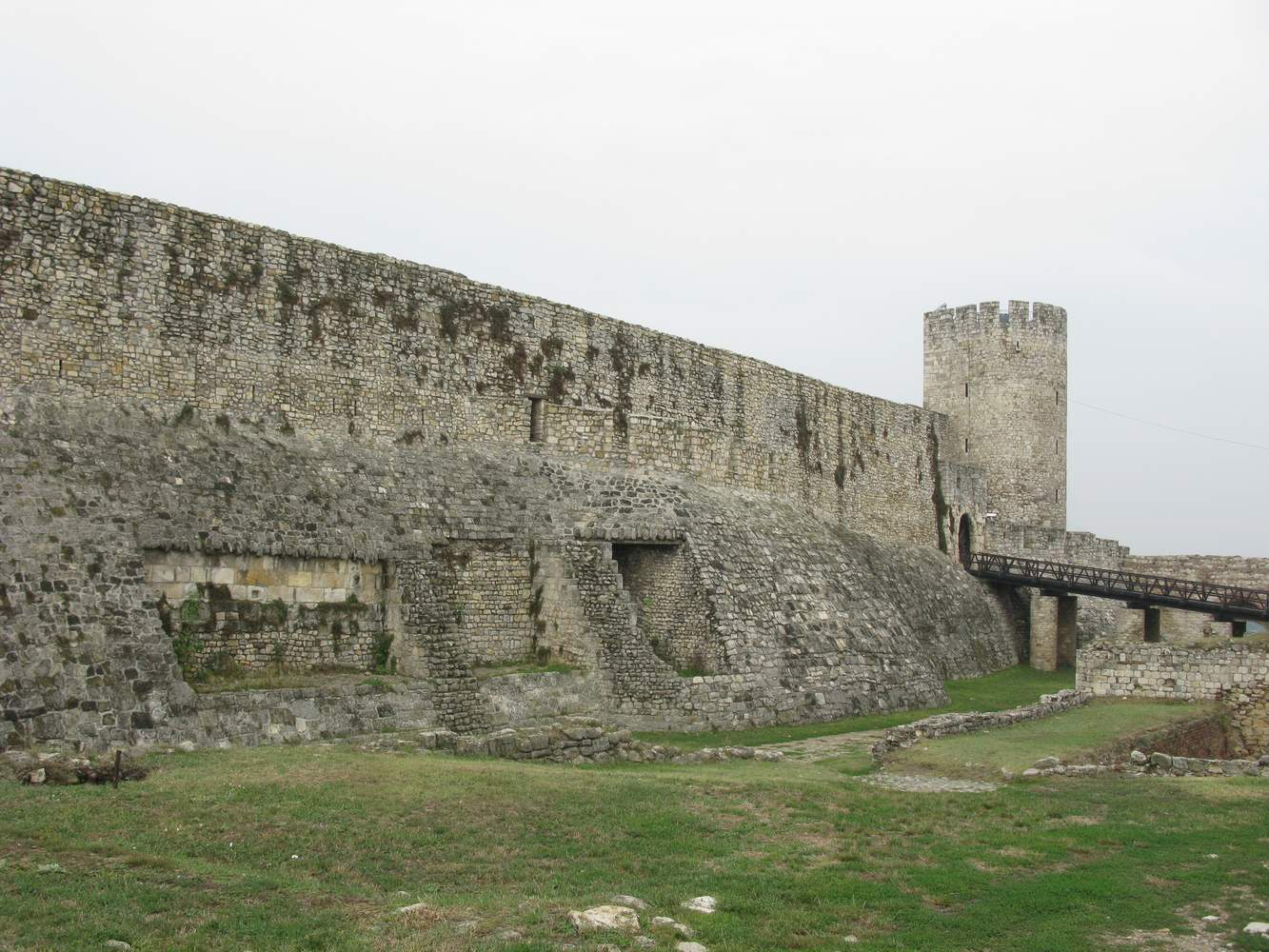
Pozůstatky římských hradeb na pevnosti Kalemegdan.

Na místě současného Bělehradu, na vyvýšeném ostrohu nad soutokem řek Dunaje a Sávy existovala osada již v dobách Keltů. Před jejich příchodem zde žili Thrákové a Dákové. Pozdější keltskou osadu nicméně první zdokumentovali a popsali Římané, kteří ji nazvali Singidunum. Název města byl nejspíše keltského původu, v keltštině slovo dun označovalo pevnost a Singi označovalo původní kmen, který byl ještě předkeltského původu. Na místo současného města přišli Římané v 1. století př. n. l., jednalo se ale o nestabilní pohraničí impéria, které se podařilo plně ovládnout až za vlády císaře Augusta. Místní obyvatelstvo vedlo proti Římanům poměrně dlouhý boj, který skončil plným ovládnutím místa středu dnešní metropole v roce 29 př. n. l. Postupem let z malého tábora vzniklo průběžným rozšiřováním. Není však známo kde přesně se nacházel první římský tábor. Přibudován byl i přístav pro říční flotilu. V rámci provincie Moesie bylo Singidunum jedno z hlavních sídel, společně se Sirmiem (Sremska Kamenica) a Viminaciem (Kostolac). Existoval i předchůdce současné místní části Zemun s latinským názvem Taurunum. Význam města udávala především přítomnost římských vojsk, která byla odsud vysílána proti různým dalším nepřátelským kmenům. V roce 86 zde byla dislokována IV. římská legie (latinsky Legio quarta Flavia Felix), která čítala 6 tisíc lidí. Její vojenský tábor (castrum) se nacházel v místě současné pevnosti Kalemegdan. Okolo tábora začaly vznikat další domy. Castrum mělo síť pravoúhlých cest, v místě dnešního Studentského náměstí (srbsky Studentski trg) se nacházelo fórum. Vzniklo tak antické město. V jeho okolí se nacházely vily bohatých římských občanů.
Ve 3. století význam města vzrostl poté, co Římané ztratili provincii Dácie a Bělehrad se tak znovu ocitl na hranici impéria. Umisťováno zde bylo pravidelně okolo pěti tisíc vojáků.
V roce 331 se v Bělehradě (Singidunu) narodil budoucí římský car Jovianus.

## Bělehrad v rámci Byzantské říše
Po rozdělení Římské říše na západní a východní část si město zachovalo svůj význam i postavení díky silnici Via militaris, která procházela od Bělehradu až do Konstantinopole (dnes Istanbulu). Město se ocitlo ve východní polovině impéria.
V roce 441 město vyplenili Hunové pod vedením Attily, zničili místní pevnost i domy a jejich obyvatele prodali do otroctví. Zpět Byzantincům se vrátilo v roce 454. Během dalších dvou století město měnilo poměrně často svého vlastníka, vždy jej drželi jiní nájezdníci, kteří zaplnili vakuum po pádu Západořímské říše. V roce 470 město získali Ostrogóti, později (v roce 488) Gepidové, Ostrogóti se potom vrátili v roce 504. Byzantská říše získala Bělehrad zpět po ústupu Ostrogótů.
Obnova města následovala za vlády císaře Justiniána I., který nechal v roce 535 původní pevnost znovu postavit a nastěhovat novou posádku. Nařídil také vybudovat mohutné hradby. V roce 550 začali k Bělehradu poprvé pronikat Slované. Pro Byzantince byli Slované již známí, neboť o nedlouho dříve jejich první kolona prošla přes Niš dále na jih Balkánského poloostrova.
Až do roku 584 se městu dařilo relativně dobře vzkvétat v době míru. Poté vypukly v závěru 6. století vpády Avarů a v roce 630 následoval průnik Slovanů, kteří se začali postupně stěhovat na Balkán. V byzantském dokumentu De administrando imperio je zaznamenán požadavek tzv. Bílých Srbů, kteří žádali od Byzantinců půdu při svém pochodu do nové vlasti. Nakonec osídlili oblast v okolí města, do Bělehradu ale samotného nepronikli.

## Středověk

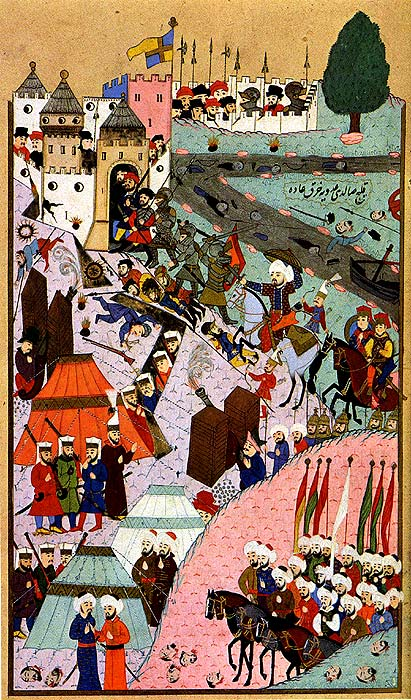
Malba zobrazující turecké obléhání města.

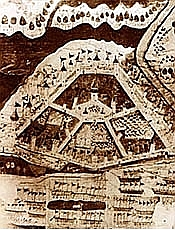
Turecké obléhání Bělehradu z tureckého rukopisu.

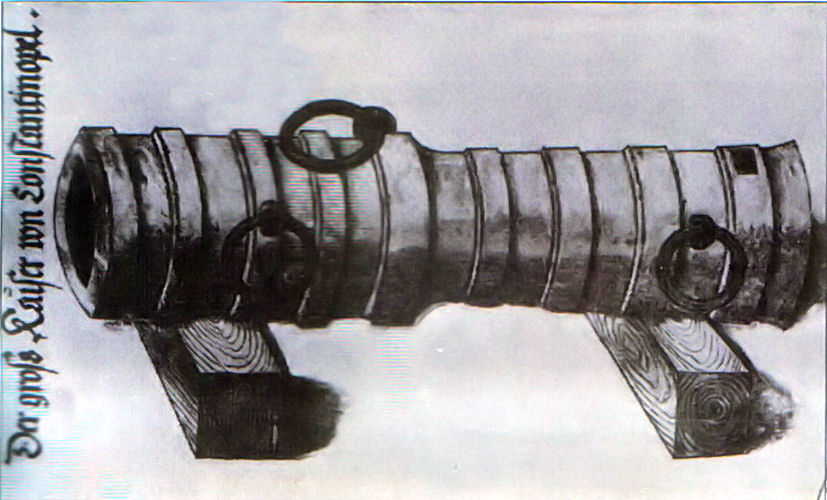
Dělo, které Turci použili nejprve při obléhání Konstantinopole a poté později při útoku na Bělehrad.

Pro Slovany neměl Bělehrad zpočátku velký strategický význam. Archeologické nálezy z uvedené doby (7.–9. století dokládají, že město bylo nejspíše i v této době kontinuálně osídleno, i když neexistují žádné písemné záznamy, které by dokázaly podrobněji popsat stav a vývoj tehdejšího sídla.
Po příchodu Franků do prostoru současného města byl vypleněn Taurunum. Na jeho místě založili dobyvatelé nové sídlo s názvem Malevila, který se později vyvinul jako dnešní město Zemun. Po Francích přišli Bulhaři a potom Maďaři (Uhři).
Bělehradskou pevnost ovládlo bulharské vojsko v roce 827. V témže století je doložen i první záznam o slovanském názvu města. Slovo Bělehrad pochází nejspíše od bílých zdí pevností (hradu), které byly původně z vápence. Záznam se nachází v dopise papeže Jana VIII. adresovaném bulharskému knížeti Borisovi I. z roku 878 a týkal se personálních změn místního episkopátu.
V roce 896 město napadlo uherské vojsko a v roce 971 jej obsadilo vojsko Byzantské říše. Císař Basileos II. sem umístil vojenskou posádku. Po roce 976 se vrátili město patřilo První bulharské říši, ale jen do roku 1018, kdy Bělehrad získali opět Byzantinci. Od té doby byl opět pohraniční pevností Byzantské říše. V roce 1040 vypuklo proti byzantské nadvládě mezi místním slovanským obyvatelstvem povstání, které se rozšířilo z údolí řeky Moravy do Bělehradu, ale i do měst, jakými byly Niš a Skopje. Vůdce povstání, Petr Deljan, se vydával za vnuka bulharského cara Samuela I. V roce 1040 se nechal v Bělehradě korunovat carem, jeho povstání však bylo v roce 1041 potlačeno.
Soupeření Uher, Bulharska a Byzance o město probíhalo po celé 11. a 12. století. Útoky z uherské strany probíhaly v letech 1068, 1071, 1072, 1096 1124 a 1182. Město bylo často ničeno a pleněno. V jednom případě jej Uhři obléhali dlouhé dva měsíce. Stejně jako Bělehrad, strádal v těchto obdobích i nedaleký Zemun; místní pevnost byla budována z kamene, který útočníci uloupili při obléhání dnešní pevnosti Kalemegdan. Nebyli to jen ale Uhrové a Byzantinci, kteří ničili tehdejší město. V 11. a 12. století několikrát přes Bělehrad prošla vojska křížových výprav, která se dopustila na místním obyvatelstvu různých masakrů a vyplenila město. Někteří lidé z Bělehradu uprchli, přestěhovali se do Niše nebo některých z dalších měst v regionu.
První křížová výprava prošla městem v roce 1096, křižáci však dlouhou dobu tábořili před městem, neboť panovník jim dlouhou dobu odmítal povolit vstup do města. Další výprava procházela přes Bělehrad v roce 1147 v čele s králem Konrádem III. a třetí v roce 1189 pod vedením Fridricha I. Barbarossy] (celkem asi 190 000 lidí). Barbarossa však prošel městem, které bylo vyplněno již v dřívějších letech. Ještě v roce 1154 však byl Bělehrad dle zápisů arabského kartografa Al-Idrísího hustě osídleným městem se značným počtem kostelů.
V 13. století získal zeť a vazal uherského krále Štěpána V., srbský vládce Štěpán Dragutin, do svého vlastnictví region Mačvu a město Bělehrad. Díky tomu se město poprvé stalo součástí středověkého Srbského království. V roce 1284 z něj učinil hlavní město svého státu. Dragutin byl nicméně v té době titulován jako král Sremu a nikoliv Srbska. Za jeho vlády počet obyvatel města rostl, budovány byly nové kostely a rostl i vliv tehdejší pravoslavné církve. Po Dragutinově smrti požadoval uherský král vrácení města, které však mezitím ovládl Dragutinův bratr Milutin. Uhersko proto Bělehrad v roce 1319 znovu dobylo. Mezi lety 1316–1402 byl proto opět součástí Uher jako pohraniční pevnost, která měla dunajské království bránit od jihu, od případných výbojů různých balkánských států. V letech 1334 a 1354 se Bělehradu zmocnil na krátkou dobu car Štěpán Dušan. Srbský vládce po druhém dobytí města zemřel a po jeho smrti jej drželi Uhři na několik desítek let. V roce 1402 se Bělehrad stal hlavním městem posledního středověkého srbského státu v středověku – Srbského despotátu.
V důsledku tureckých nájezdů řada vysoce vzdělaných lidí z Byzance, Bulharska, Řecka a Makedonie utekla do Bělehradu. V tomto důsledku se Bělehrad stal jednotným kulturním centrem, ne jen ve východní ale v celé Evropě. Jedním z těchto významných lidí lidí byl například Bulhar Konstantin Filosof, který byl osobním životopiscem krále Štěpána. Uhersko, které mělo zájem expandovat do této oblasti po celá staletí, své útoky na město i region pozdrželo vzhledem k obavám z možného tureckého nebezpečí.[zdroj?]
V období husitských válek a úpadku těžby stříbra v Českých zemích, které patřily k významným vývozcům tohoto kovu, se Srbsko stalo státem s největší těžbou stříbra. To umožnilo srbskému králi Stefanu Lazarevićovi udělat z Bělehradu jedno z největších kulturních a hospodářských měst Evropy. Odhaduje se, že tehdy žilo ve městě okolo 40–50 tisíc lidí. Po Lazarevićově vládě zůstala věž na pevnosti Kalemegdan, která se dochovala z jeho časů.
Po smrti Štěpána Lazareviće jeho nástupce, Đurađ Branković, vydal Bělehrad roku 1427 Uhrům. Slovanské obyvatelstvo do značné míry Bělehrad opustilo, novým hlavním městem despotátu se stalo nedaleké Smederevo.
Po bitvě na Kosově poli postupovali Turci dále na sever, až v polovině 15. století dosáhli oblast dnešního Bělehradu. Nejprve obsadili hrad Žrnov v blízkosti vrcholu Avala jižně od dnešní metropole. Z tohoto místa byli schopni kontrolovat okolí města. Jejich pozornost byla nejprve upřena na Smederevo, které dobyli v roce 1440; poté nicméně svoji pozornost upřeli na Bělehrad. První úder zaznamenalo město v roce 1439, rozsáhlejší obléhání Bělehradu se odehrálo mezi 4. a 22. červencem 1456, dopadlo nicméně neúspěšně, neboť uherská armáda dokázala postupující Turky porazit. Osmanům trvalo dalších 70 let, než se Bělehradu zmocnili.
V roce 1515 se Jan Zápolský pokusil od Turků dobýt hrad Žrnov, ale neúspěšně.

## Osmanská nadvláda
Po mnoha neúspěšných pokusech Turci získali město až v roce 1521. Sultán Sulejman I. vstoupil vítězně do města dne 29. srpna 1521. Turci nasadili do boje armádu o počtu 250 tisíc lidí. Pravoslavné slovanské obyvatelstvo zajali a odvlekli do Konstantinopole, kde Slované žili v lokalitě známé pod dnešním názvem Bělehradský les (turecky Belgrad Ormani).
Ze Smedereva bylo v září 1521 přesunuto do Bělehradu sídlo sandžaku (správní jednotky), v jejímž čele tehdy stál Krajišnik Bali-beg Jahjapašić. 
V roce 1536 získalo status şehiru, tedy muslimského města. Obnoveno bylo v orientálním stylu; ačkoliv sem přišlo relativně málo tureckého obyvatelstva, mnoho dosídlenců byli různí Balkánci, kteří přešli na islám. Před koncem šestnáctého století se zde nacházelo na šest tisíc domů. Dařilo se obchodům i řemeslům. Obchod kvetl i s regiony mimo kontrolu Osmanské říše; byli zde obchodníci z Dubrovníku ale i Rakouska. Turci nechali za období své nadvlády zbudovat v Bělehradě celkem šest zájezdních hostinců, sedm lázní (hamamů), školy, tekije a okolo 40 mešit. Na místě dnešní ulice Obilićev venac se nacházela Ibrahim-begova mešita, která patřila k největším svého typu ve městě. Nové domy rostly i mimo středověké hradby, podél obchodních cest, které směřovaly do dalších evropských metropolí. O vzniku některých staveb (minimálně jednoho karavnseraje) se zasloužil i velký vezír Mehmed Paša Sokolović.
V roce 1579 zasáhla město epidemie moru. Později vypukla v roce 1594 vzpoura pravoslavného obyvatelstva proti Turkům, která byla potlačena. Později následovala vzpoura janičářského vojska.
Turecký velký vezír Sinan Paša nařídil v roce 1594 na vrcholu Vračar spálit ostatky Svatého Sávy, na tomto místě vznikl později ve 20. století rozsáhlý chrám, který je sv. Sávovi zasvěcený.
Vypálené a zničené město bylo přebudováno a rozvíjelo se jako turecké, dle cestopisce Evliji Čelebiho srovnatelné co do slávy s tehdejším Sarajevem. Povšiml si velkých zdí, především horní části pevnosti Kalemegdan, díky složitému fortifikačnímu systému pevnosti bylo vojsko bráněno od jakéhokoliv útoku. Středem tehdejšího Bělehradu byl Dolní Kalemegdan (dnes park), kde stálo pět mešit a hustá zástavba. Město mělo tehdy dle jeho odhadu 98 tisíc lidí.
V roce 1690 se zde shromáždilo na čtyřicet tisíc srbských běženců z oblasti jihu dnešní země a Kosova. Ti se poté vydali směrem na sever během tzv. Stěhování Srbů. V 17. století zde žilo okolo 100 000 lidí. V první polovině století dosáhlo město maximální míry rozvoje v tureckém období. Časté ale byly požáry a vzpoury.
V závěru 17. století se Bělehrad stal opět místem bojů, tentokrát mezi Habsburskou monarchií a Osmanskou říší. Velká turecká válka se na vývoji města podepsala poměrně rozsáhlým způsobem. Vypukl hladomor, požár, který se rozšířil z jednoho skladiště, zničil 4 000 domů. Rakouské vojsko pod vedením Maxmiliána II. Emanuela nakonec roku 1688 město obsadilo, ale po 20 dnech vypukla další válka evropských mocností s Rakouskem a ti se tak museli stáhnout. Turci velmi rychle získali město zpět a Rakušané jej opět byli donuceni obléhat, a to o dva roky později; opět jej úspěšně získali. Po skončení války v roce 1699 se sice museli zpět stáhnout, v dalších konfliktech se Bělehradu ale opět zmocnili. Bylo tomu tak v letech 1717–1739 a 1789–1791. Na dvacet let získali Rakušané Bělehrad v dva roky trvající válce, město obsadil Evžen Savojský.
V první polovině 18. století se rakouská moc projevila na celkové změně Bělehradu, který se transformoval z orientálního města na evropské; byl vypracován moderní půdorys města s pravoúhlými ulicemi. Tehdejší Bělehrad měl pět bran, které zajišťovaly spojení se zbytkem země. V letech 1723 až 1736 byla opětovně přestavěna kalemegdanská pevnost. Její přebudování na objekt plně odpovídající tehdejším potřebám válečnictví řídil Nicolas Doxat de Démoret. Do města se stěhovali příslušníci národů Habsburské monarchie. Ti žili na břehu řeky Dunaje, v místě dnešní městské části Dorćol (odkud byli vyhnáni Turci), původní slovanské obyvatelstvo obývalo sávský břeh.
Podle míru, který byl právě zde uzavřen, město však v roce 1739 připadlo opět Osmanům. Tuto skutečnost potvrdil i Svištovský mír z počátku 90. let 18. století. Po příchodu Turků byly zničeny některé původní rakouské vojenské budovy a vybudovány nové mešity. V roce 1789 získali Rakušané z tureckých rukou Bělehrad znovu, nicméně vzhledem k nestabilitě v Evropě v souvislosti s francouzskou revolucí bylo Rakousko nuceno své vojenské aktivity přehodnotit a jednat s Turky o míru. Na základě toho byl Bělehrad zpět Turkům navrácen a rakouská vojenská posádka se vrátila do nedalekého Zemunu, který jí zůstal jako příhraniční pevnost. Dne 23. října 1791 do města vstoupila vojska Bećira paši.
V roce 1794 zasáhla Bělehrad epidemie moru, která si vyžádala 4500 obětí. Na samém konci 18. století se vzbouřili v bělehradské pevnosti janičáři, z města se je ale podařilo úspěšně vytlačit.
Podoba města z konce 18. století je vyobrazena na mapách prvního vojenského mapování (josefinského). Ač Bělehrad nebyl součástí Habsburské monarchie, byl v tomto mapování vykreslen. Patrná byla hustá zástavba v pevnosti Kalemegdan, a to jak v jeho horní části (tj. dnešní pevnost), tak i v dolní, přiléhající k Dunaji. Patrná je i zástavba při běhu Dunaje (dnešní Dorćol) a dále v oblasti dnešní Katedrály svatého Michala archanděla. Za hradbami města se rozvíjelo potom srbské město (německy Ratzen Stadt) jako předměstí okolo silnice směrem k městu Obrenovac. Na druhé straně sávského břehu, kde se dnes nachází Nový Bělehrad stály různé fortifikační objekty. 

## 19. století

### První polovina 19. století

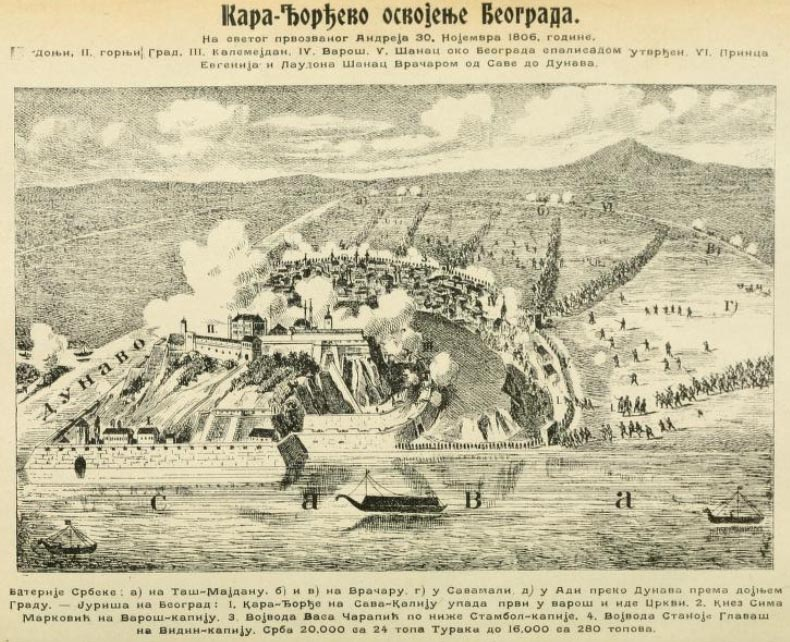
Karađorđe během prvního srbského povstání obléhající město.

Počátek 19. století reprezentují dvě události, které měly pro Srby klíčový význam, hlavně pro jejich boj proti Turkům. Proběhla totiž dvě protiturecká povstání, první v roce 1804 a druhé o jedenáct let později. Srbové se vzbouřili proti krutovládě místních správců, kteří jednali jménem Osmanské říše. Během prvního srbského povstání Karađorđe prohlásil Bělehrad hlavním městem a nařídil zde budování základů státní správy. Nechal do Bělehradu pozvat odborníky z Rakouska a srbské vzdělance z druhého břehu Dunaje a Sávy, kteří žili v Habsburské monarchii, aby pomohli s rozvojem nově vznikajícího státu. Proto byla roku 1808 založena tzv. Velika škola, kterou označuje za svého předchůdce Bělehradská univerzita. Zasedal zde také Praviteljstvujušči sovjet serbski. Vznikaly i další instituce, které zde sídlily, jako např. Velký lidový soud.
Rozhodnutí o autonomii Srbska, které bylo vydáno v hatišerifu roku 1830, udělalo z Bělehradu hlavní město autonomního knížectví. Díky tomu se mohl modernizovat a bylo možné dokonat změny, které byly zahájeny již za prvního srbského povstání. V roce 1831 byla založena první tiskárna, o čtyři roky později zde začaly vycházet první srbské noviny (Srpske novine). Počet obyvatel se začal zvyšovat, dosidlovali se křesťanští sedláci z venkovských oblastí. Roku 1840 byla zřízena i první pošta. V roce 1841 se zde uskutečnilo první divadelní představení. Do roku 1830 byl rozvoj školství v Bělehradě velmi pozvolný; existovala sice Malá a Velika škola. V roce 1819 získal Bělehrad teprve třetí školu. Na každé pracovali pouze tři učitelé. Další školu získalo město v roce 1838, lyceum o tři roky později a gymnázium roku 1842. V téže době byla dokončena také katedrála. V roce 1844 bylo založené Národní muzeum a v roce 1855 potom první telegrafní linka, která metropoli mladého státu spojovala s městem Aleksinac. Roku 1859 mělo město 18 900 obyvatel. Na pozvání tehdejšího představitele veřejné správy v Bělehradě byl do města povolán inženýr Franz Janke z Vídně, který měl pomoci vyprojektovat řadu moderních evropských objektů.
Docházelo k změně struktury obyvatelstva; zatímco odsud postupně odcházeli Turci, (resp. muslimové), přicházeli do Bělehradu srbští sedláci z celého knížectví.
Podobu Bělehradu v polovině 19. století zachytily mapy druhého vojenského mapování Rakousko-Uherska. Město bylo zdokumentováno, ač se nenacházelo na území Habsburské monarchie, nicméně leželo těsně za státní hranicí. Patrná je pevnost Kalemegdan s dvěma mešitami uvnitř a dále níže na dunajském břehu (kde se dnes nachází park) stála souvislejší zástavba. Samotné město bylo rozděleno na turecké (tj. dnešní Dorćol) a srbské (tj. okolí dnešních ulic Kralja Milana a Nemanjina). V pásu okolo centra města, tam kde se dnes nachází budova Tanjug, Náměstí republiky a ulice Obilićev venac se nacházely bastiony, které nicméně obklopovala zástavba z obou stran. V prostoru dnešního Nového Bělehradu stála jen podmáčená louka s několika pohraničními strážními stanovišti a dnes zaniklým ramenem Sávy s názvem Dunavica. 

### 2. polovina 19. století
Přestože se město modernizovalo, formálně bylo i nadále součástí Osmanské říše, byť bylo hlavním městem autonomního Srbska. Stále zde působila osmanská posádka, která byla umístěna na pevnosti Kalemegdan. Po nepokojích, které v roce 1862 vedly až k bombardování města, bylo Turecko přinuceno z Bělehradu (a dalších srbských měst) své posádky stáhnout.
V dubnu 1867 předal poslední osmanský vojenský velitel Ali-Riza klíče od města knížeti Milanu Obrenovićovi.
Konec 19. století byl pro Bělehrad ve znamení rychlého rozvoje města. Roku 1878 byla na Berlínském kongresu Srbsku přiznána plná nezávislost, O tři roky později bylo v Bělehradě oficiálně prohlášeno nezávislé království. Klíčovým momentem pro modernizaci města bylo zřízení Ministerstva výstavby v roce 1863. Následně byl vypracován první moderní urbanistický plán města, jehož autorem byl Emilijan Josimović. Stavební úpravy si kladly za cíl vytvoření moderní evropské metropole a odstranění provinčních staveb, pozůstatků orientální výstavby a přítomnosti Osmanské říše. Orientální charakter města byl ještě velmi dobře patrný, jak si poznamenávali evropští cestovatelé, kteří tehdy Bělehrad navštěvovali.
Přestavěno bylo kompletně centrum města, jehož středem se stala ulice Knez Mihajlova (dnešní pěší zóna spojující náměstí republiky s pevností Kalemegdan). Podobně zmizely i středověké uličky a vznikaly moderní třídy. Město se začalo od svého původního centra šířit dál na východ a na jih; vznikla pravoúhlá síť ulic a nové bulváry, jako např. Nemanjina. Velkolepé paláce na ulici Knez Mihailova, vč. řady tradičních hotelů, byly postaveny v 60. a 70. letech 19. století. Národní divadlo bylo dokončeno roku 1869. Na výstavbě řady staveb evropského stylu se podílel tehdy známý srbský architekt Aleksandar Bugarski, ale i řada dalších. Přicházeli také Češi, kteří měli nezbytné znalosti v oblasti projektování veřejných budov. Mezi ně patřil např. Jan Nevole, který navrhl současnou budovu rektorátu Bělehradské univerzity. Vznikaly i další velkolepé třídy, jako např. Terazije.

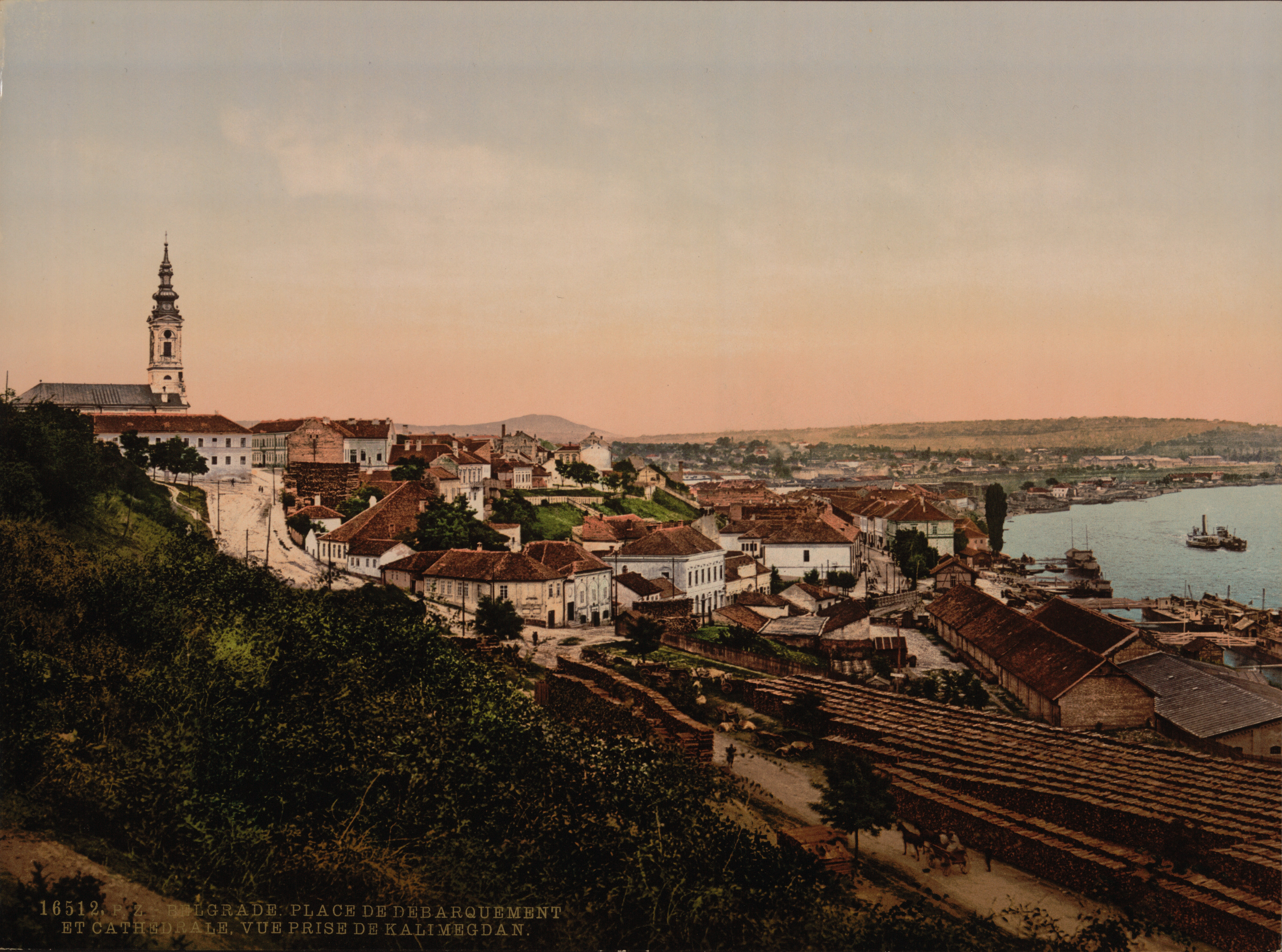
Sávský břeh v 19. století
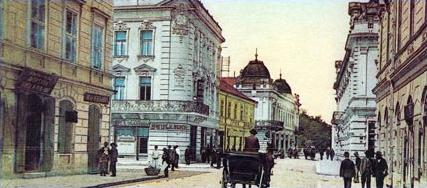
Knez Mihailova v 19. století
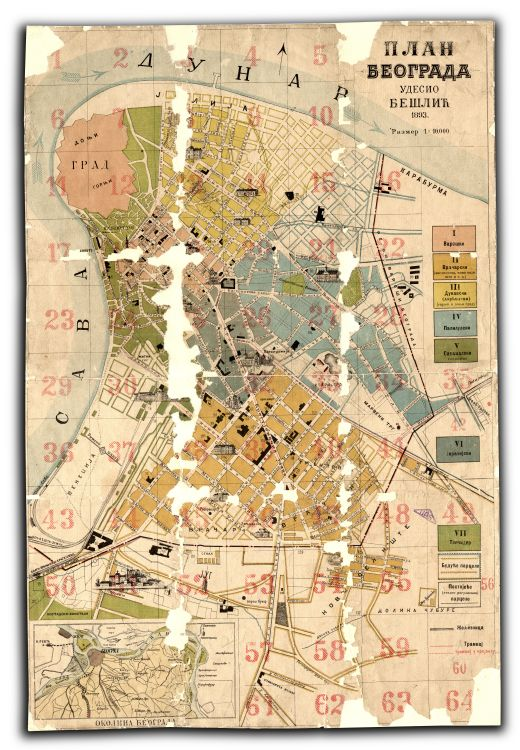
Mapa města v roce 1893.
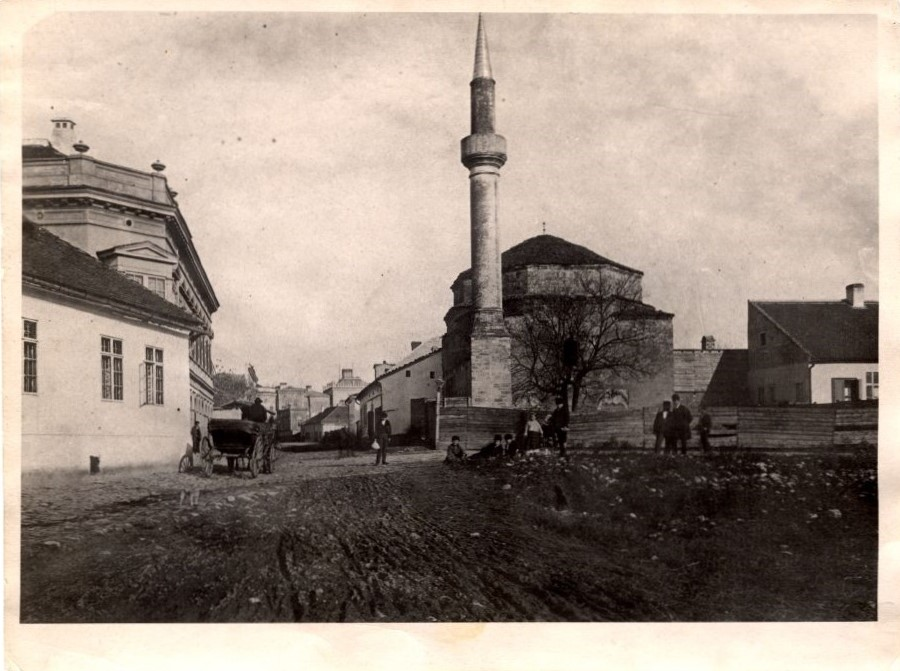
Mešita v roce 1876.
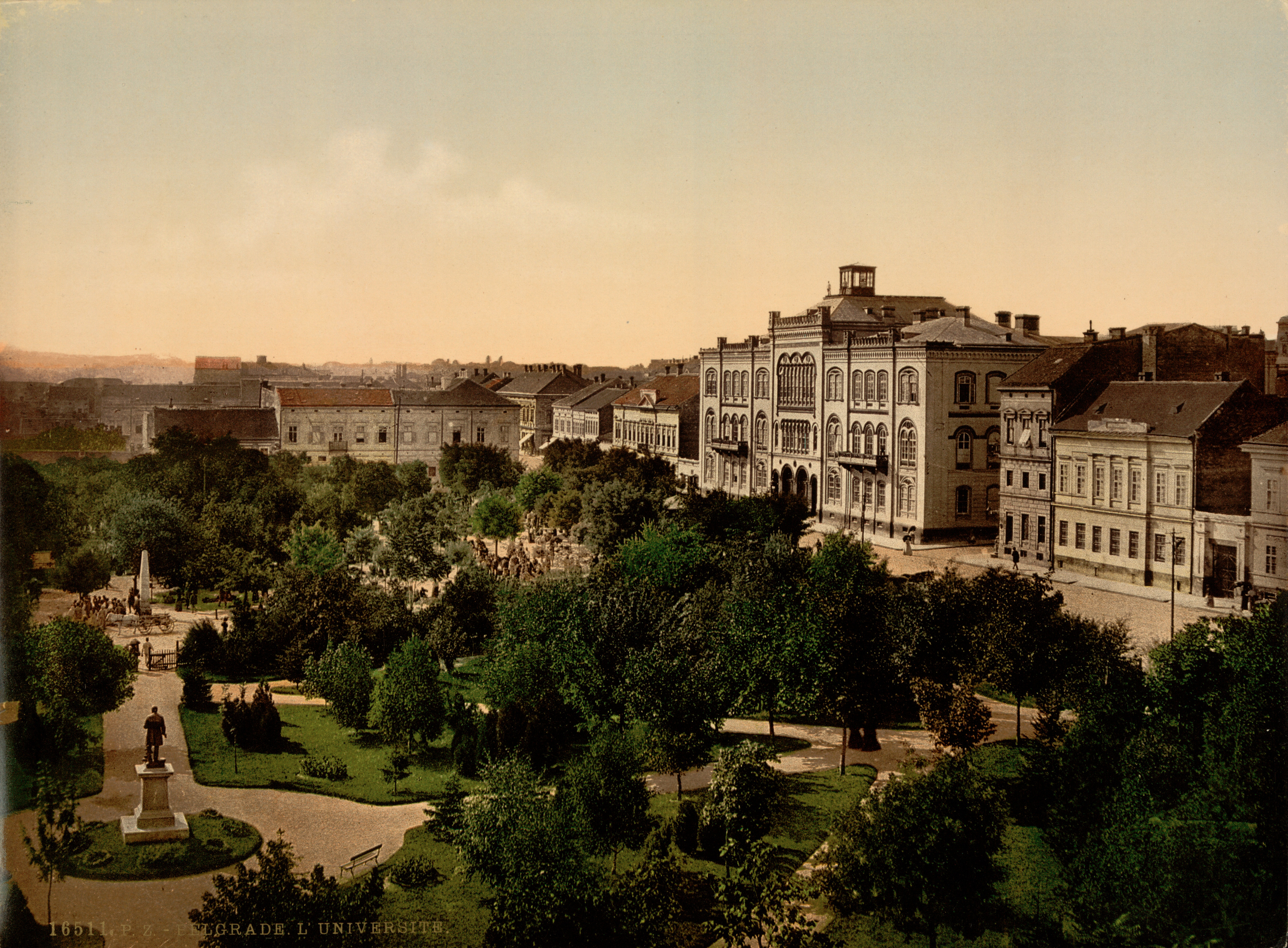
Studentské náměstí s budovou rektorátu od architekta Jana Nevole.
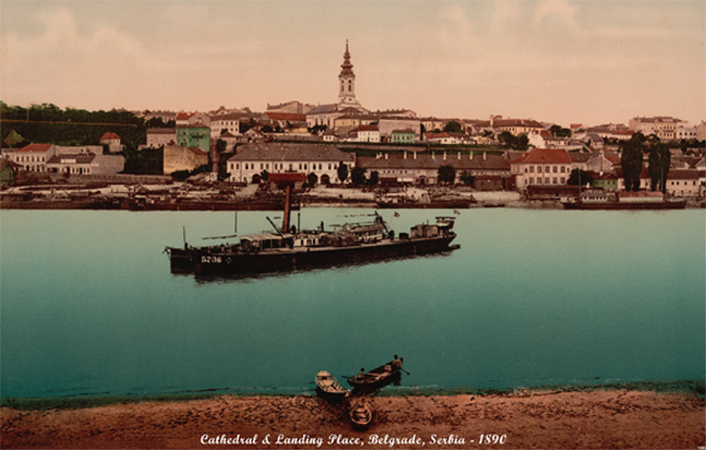
Sávský břeh v 19. století

V roce 1883 byla po městě rozvedena telefonní síť, byla vybudována vodovodní síť (1892), zavedena elektrická energie (1893), veřejné osvětlení, tramvajová doprava (1892). V roce 1884 byla zprovozněna železniční trať do Niše, v témže roce potom na rakouské straně břehu řeky Sávy i do Subotice. Obě země byly spojeny mostem. Rozvíjeny byly i další školy. V roce 1907 byla otevřena první banka. Do Bělehradu přicházeli i investoři ze zahraničí, včetně Rakousko-Uherska a tedy i Češi. Pobočku zde měla např. i Pražská úvěrní banka. Investovali také Belgičané a z německá společnost v blízkosti Bělehradu postavila cukrovar.

## 20. století

### 1900–1914: Do vypuknutí první světové války

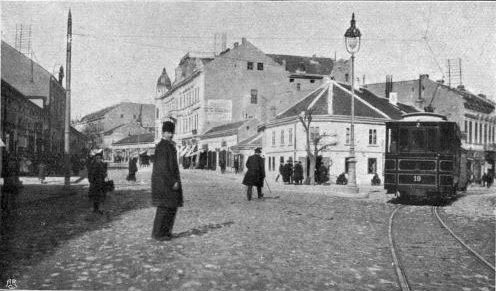
Ulice Knez Mihajlova v roce 1906.

Na počátku 20. století byly budovány mnohé budovy ve stylu secese, které dnes tvoří architektonické památky v jádru města. Mezi takové patří např. Hotel Moskva, Palác Anker a palác Smederevské banky. Rychlý růst města dokládá i skutečnost, že zatímco v roce 1900 žilo v Bělehradu 69 000 obyvatel, před vypuknutím první světové války to bylo již 100 000. Lidé přicházeli díky novým pracovním příležitostem, které přinášel rozvoj obchodu i průmyslu, který byl umožněn rozvojem železnice v předchozích dekádách. Díky železnici se přesunulo i centrum města z lokality bývalé turecké čtvrti Dorćol na břeh Sávy. V roce 1896 byl v Bělehradě promítán první film. V roce 1904 byly založeny v Srbsku populární noviny Politika.

### 1914–1918: První světová válka

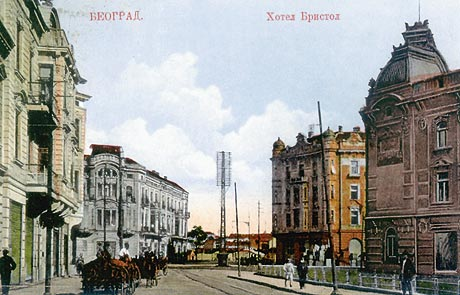
Střed města na počátku 1. světové války.

Období překotného rozvoje, rychlého růstu města a jeho šíření přerušila první světová válka. Ihned po jejím začátku přesídlily všechny úřady, vláda, ministerstva a král do několik set kilometrů vzdálené Niše, neboť Bělehrad byl jako město nacházející se na hranici s Rakousko-Uherskem vystaven riziku možného útoku. Již na přelomu července a srpna 1914 bylo město bombardováno rakousko-uherským říčním loďstvem z Dunaje. Jednalo se rozsáhlý útok; na město dopadaly tisíce dělostřeleckých granátů. Následovaly dvě neúspěšné[zdroj?] ofenzivy rakousko-uherského vojska přes řeku Sávu. Dne 2. prosince 1914 byl Bělehrad obsazen rakousko-uherskou armádou pod velením Oskara Potiorka, ta však byla záhy vytlačena protiútokem srbského vojska pod velením generála Radomira Putnika.
Armády ústředních mocností (Rakousko-Uherska a Německa) dobyla Bělehrad až po mohutné ofenzivě v říjnu 1915. Město bylo napadeno útokem přes ostrov Ada Ciganlija za pomoci rozsáhlé dělostřelecké palby (390 děl, vypáleno 30 000 granátů). Značná část tehdejšího Bělehradu lehla popelem. Rakušané pod vedením Augusta von Mackensena nejprve obsadili předměstí Bělehradu (Topčider, Čukarica a Banovo Brdo), vyřadili z boje srbské dělostřelectvo a poté postupovali ke středu města. V polovině měsíce vstoupila vojska ústředních mocností do města a zbývající srbské síly se stáhly. Město bylo dáno pod okupační správu.
Bělehrad byl osvobozen dne 1. listopadu 1918 po prolomení Soluňské fronty a postupu francouzské a srbské armády přes Makedonii směrem na sever. O měsíc později je v Bělehradě prohlášeno sjednocení Království Srbů, Chorvatů a Slovinců, jehož se stal i hlavním městem.

### 1918–1941: Bělehrad jako hlavní město jugoslávského království

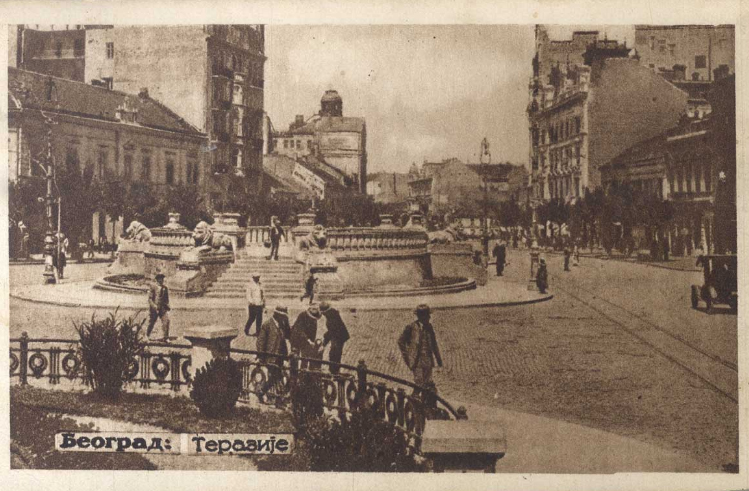
Třída Terazije v roce 1925.

Po skončení první světové války (označované v dobové historiografii jako osvobození nebo sjednocení) bylo rozhodnuto provést opětovnou obnovu města po několika letech ničivé války. Bělehrad měl v meziválečném období jako hlavní město Království SHS a od roku 1929 název Jugoslávie zhruba 300 000 obyvatel. Hned po skončení války zde žilo nicméně "pouze" 100 000 lidí a předstihly ho do počtu obyvatel i jiná města tehdy nově vzniklého státu. 
Město se stalo centrem mnohem většího státu a vznikala v něm celá řada nových budov, sídel úřadů a symbolů veřejné moci. Probíhalo nesčetně architektonických soutěží na novou výstavbu; byla přebudována např. třída Terazije a zamýšlena byla i přestavba Terazijské terasy. Obnovena byla poničená budova Národního divadla. Urbanistický plán z r. 1923 předpokládal šíření města na jih a na východ, vznik paralelních městských center a silničních okruhů. Debatována byla také myšlenka přestavby místního železničního uzlu. Plánována byla výstavba nových železničních tunelů.  Až do přelomu 20. a 30. let nicméně v Bělehradě probíhala rozsáhlá diskuze v místní architektonické obci, zdali mají nové stavby vznikat v duchu moderní architektury, který byl rozšířen v západní Evropě, nebo akademismu, typického pro začátek 20. století v Srbsku. Díky tomu se tak lze v Bělehradě setkat s řadami meziválečných staveb, u kterých ještě doznívají vlivy secese a dalších obdobných stylů. Mezi takové objekty patří např. Palác SANU, nebo Kafana Ruski car na třídě Knez Mihajlova. Unikátním jevem byl tzv. srbsko-byzantský styl, který ovlivnil podobu některých veřejných staveb právě nedlouho po sjednocení Jugoslávie, a mezi které patřila např. Pošta 6 na Sávském náměstí.
Symbol města, socha Vítěze byla umístěna na Kalemegdanské pevnosti v roce 1928.
Modernistickou podobu města ovlivnili architekti, jako např. Dragiša Brašovan, Nikola Dobrović, Milan Zloković a další. Vznikly některé typické budovy v tomto stylu, jako např. Palác Albánie, nebo Budova BIGZ. Uskutečnilo se několik soutěží na výstavbu nového města v prostoru mezi řekou Sávou a městem Zemunem, k realizaci rozsáhlé městské zástavby zde došlo ale až po druhé světové válce. V Bělehradě v této době také působili různí čeští architekti, jako např. Jan Dubový, Jaroslav Prchal nebo Matěj Blecha kteří obohatili město řadou funkcionalistických staveb; paláců, vil i jiných objektů.
Status Bělehradu jako jugoslávské metropole znamenal značný nárůst obyvatelstva spolu s tím, jak se v jugoslávském království započal proces urbanizace. V 30. letech 20. století přibývalo v celém městě každý rok okolo 10 000 lidí, růst činil cca 4 % ročně a do vypuknutí druhé světové války již mělo 320 000 obyvatel.

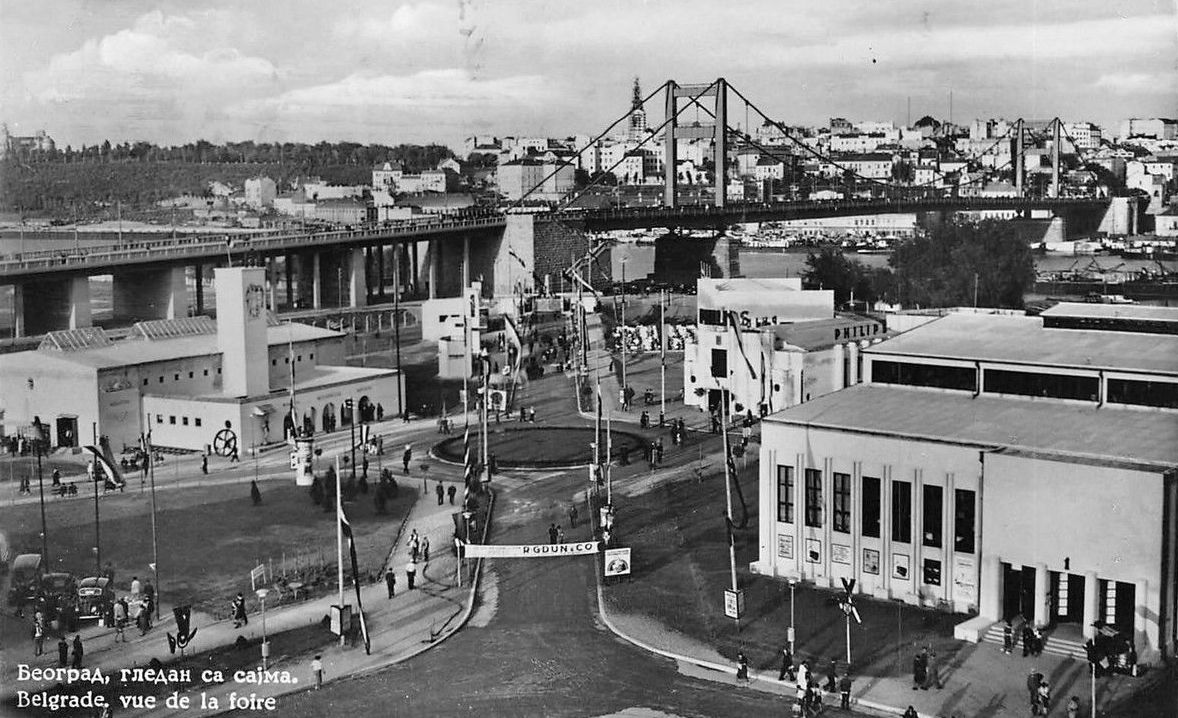
Pohled na bývalé bělehradské výstaviště směrem k historickému centru města.

Po královském převratu v lednu 1929 došlo nejen k personálním změnám v tehdejší jugoslávské vládě, ale i v samosprávě města Bělehradu, tj. v zastupitelstvu a radě města. Obdobné změny byly uskutečněny dokonce i na úrovni jednotlivých místních částí, kde zvolení zástupci byli sesazeni z funkcí a nahrazeni lidmi, které vybral přímo král.
Město nicméně následovalo další evropské metropole v rozvoji moderních dopravních a komunikačních nástrojů. V roce 1927 bylo otevřeno moderní letiště, o dva roky později začalo vysílat Radio Beograd. V roce 1937 bylo otevřeno moderní výstaviště, které se nacházelo na místě dnešního Nového Bělehradu. V roce 1939 byl přímo v centru města dokončen Palác Albánie, na řadu let nejvyšší budova ve městě. Postavena byla řada mostů, které umožnily lepší spojení města se zbytkem tehdejší země. Mezi takové patřil např. Pančevský most (dokončen v roce 1935) nebo Starý most přes Sávu, známý též jako tramvajový most.
V roce 1939 se uskutečnila první soutěž Velké ceny (Grand prix), které se účastnilo na 70 000 lidí.
Na přelomu 30. a 40. let byla v Bělehradu diskutována řada projektů, které nebyly realizovány vzhledem k vypuknutí druhé světové války. Mezi takové stavby patřil nejen návrh sídliště na Novém Bělehradu, ale i např. Olympijský stadion, který měl být realizován v blízkosti pevnosti Kalemegdan.

### 1941–1945: Druhá světová válka
V březnu 1941 vypukly v Bělehradě rozsáhlé demonstrace v souvislosti s vojenským pučem. Demonstranti nesouhlasili s vládou, která chtěla spojenectví Jugoslávie s fašistickou Itálií a nacistickým Německem. Po výměně vlády k podepsání spojenectví s oběma zeměmi nedošlo a Jugoslávie potvrdila své závazky k Velké Británii. Bez vyhlášení války následně Německo jugoslávské království napadlo, začátek konfliktu představovalo bombardování města v první polovině dubna 1941. Cílem bombardování bylo nejen poškodit město, ale i stavby, které mají značný význam pro srbskou národní identitu. Byla zničena např. i národní knihovna. Protivzdušná obrana na takový úder nebyla připravena. Dne 13. dubna byla jugoslávská metropole obsazena cizími vojsky , podobně jako další klíčová místa v Srbsku. Po podepsání kapitulace (v budově bývalé československé ambasády) a rozdělení tehdejšího království, připadl Zemun a levý břeh řeky Sávy chorvatskému fašistickému státu. Západně od města, na břehu Sávy, byl v areálu bývalého výstaviště zřízen koncentrační tábor, kam byli umisťováni Židé a další odpůrci tehdejšího režimu. Bělehrad byl spravován přímo německou armádou a byla zahájena tvrdá represe jakéhokoliv odporu.
I přesto však v Bělehradě začalo velmi záhy po okupaci hnutí odporu, které představovaly různé formace, včetně do té doby ilegální komunistické strany. Komunisté provozovali vlastní tiskárnu a distribuovali různé letáky a noviny[zdroj?], ve kterých vyzývali k odporu. Tiskárna se nacházela v místní části Dedinje a gestapo ji odhalilo až v létě 1944. Německá okupace prováděla řadu represí i proti místním Židům. Vojenský správce Franz Böhme žádal zabití 100 Židů nebo 100 Srbů za každého jednoho zabitého Němce. Až do svého zatčení v roce 1943 vedl odpor proti Němcům v Bělehradě Žarko Todorović.

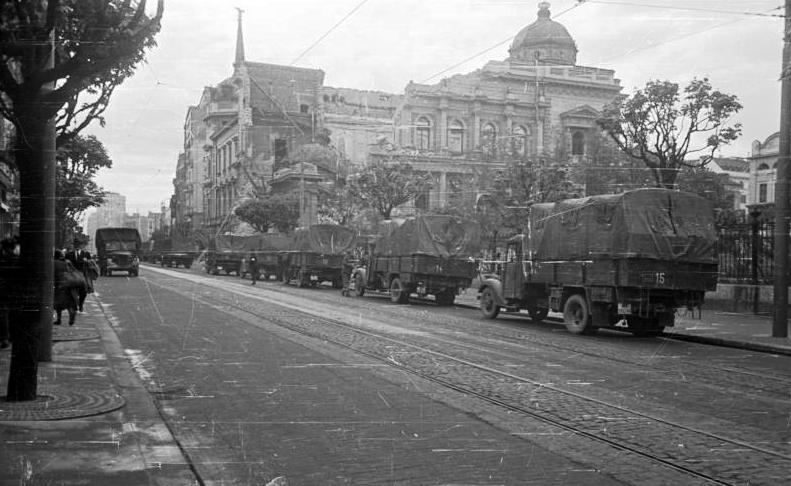
Německé jednotky ve vybombardovaném městě
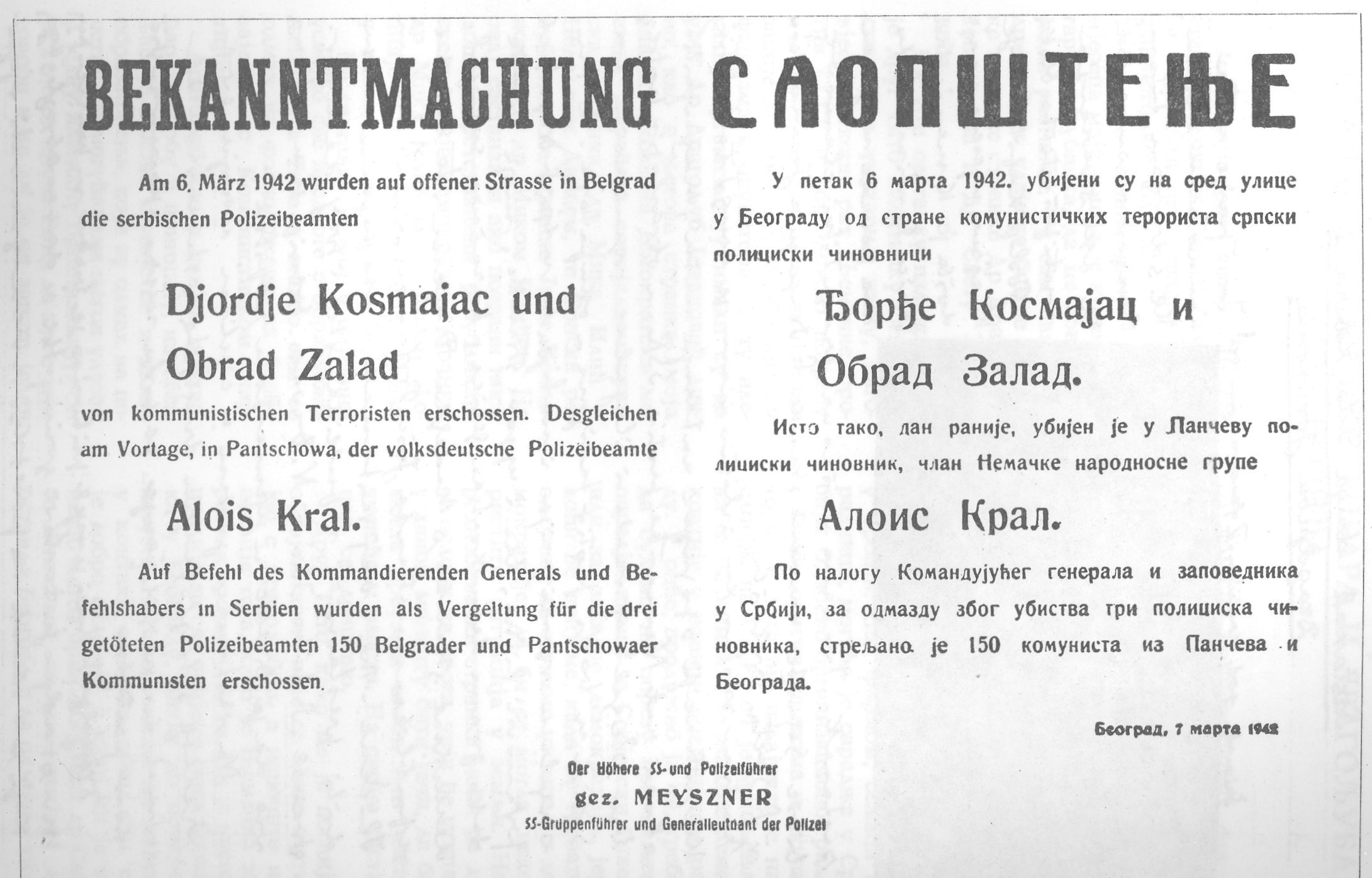
Oznámení o boji proti komunistickému odporu
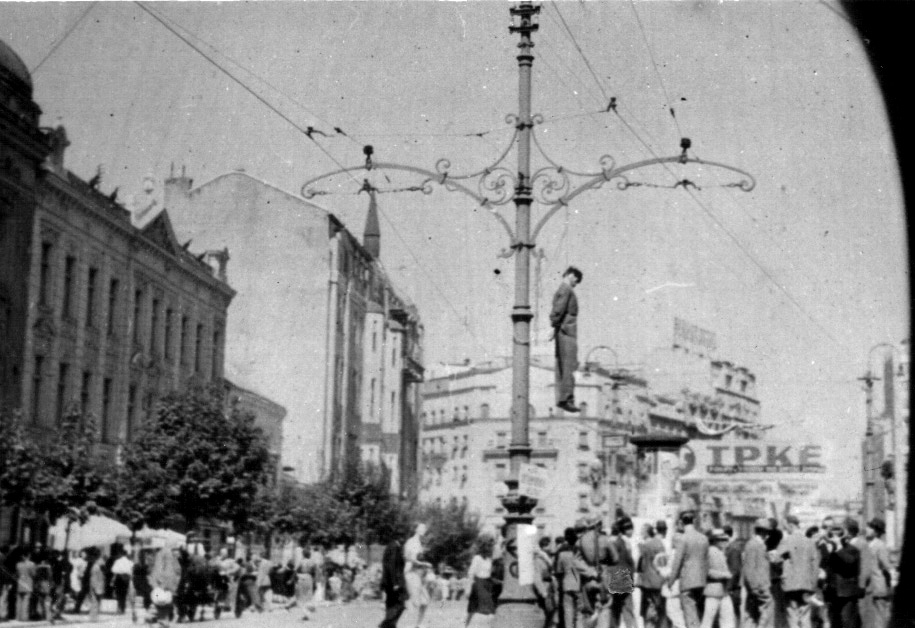
Třída Terazije po bombardování v roce 1941
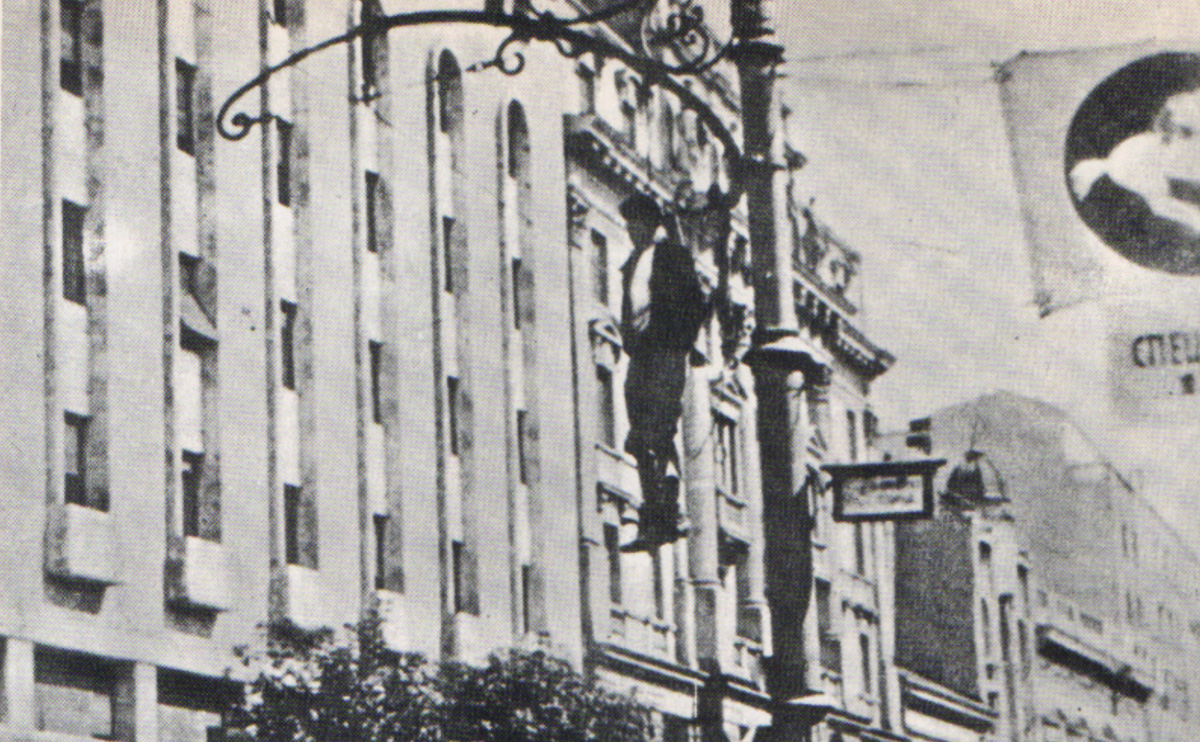
Oběšenci v roce 1941
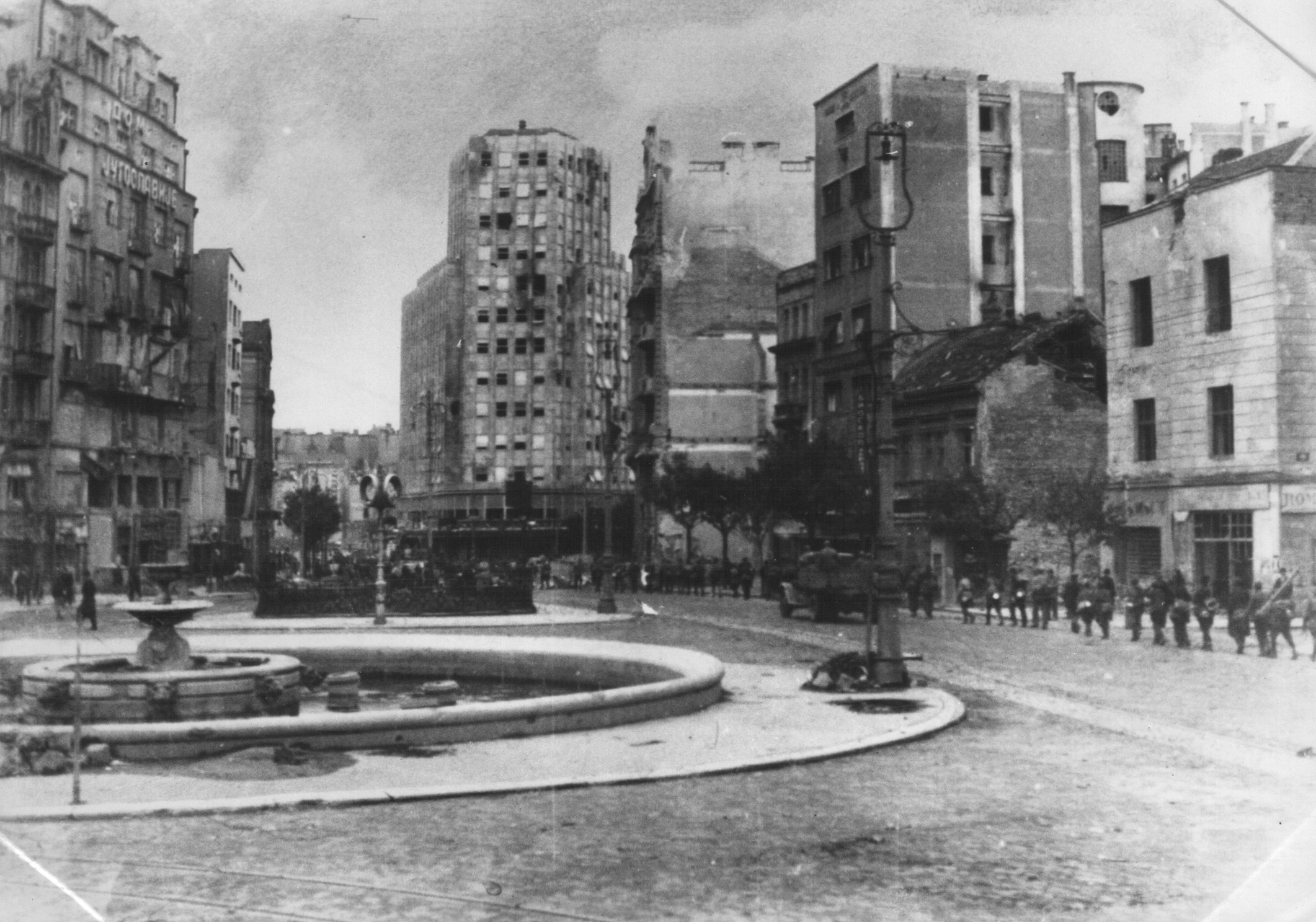
Boje o město v roce 1944

V dubnu 1944 bylo město opětovně bombardováno letectvem USA a Spojeného království. Západní spojenci bombardovali řadu měst, která byla pod německou nadvládou; v Bělehradě si letecké útoky vyžádaly okolo 1600 obětí. V říjnu 1944 město osvobodila po několikadenním boji (Bělehradská operace) do svých rukou národněosvobozenecká vojska Jugoslávie (tj. partyzáni) a Rudá armáda (třetí ukrajinský front). Partyzáni měli 1000 padlých, boj o Bělehrad stál Rudou armádu zhruba 2000 lidí. Mezi Němci padlo 17 000 lidí. Po osvobození města byla vyhlášena všeobecná mobilizace do partyzánské armády s cílem prorazit Sremskou frontu, která se ustanovila západně od Bělehradu, v blízkosti dnešní hranice Srbska a Chorvatska.
Během války přišlo o život jen v Bělehradě okolo 100 000 lidí.
Po válce se v Bělehradě konaly procesy s válečnými zločinci, četniky a protikomunistickými aktivisty. Odhady o počtu procesů se různí a nejvyšší z nich počítají se 10 000 procesy.[zdroj?]
Za protiokupační boj bylo městu prezidentem Josipem Titem uděleno v roce 1974 ocenění Město hrdina.

### 1945–1960: Rychlý rozvoj města

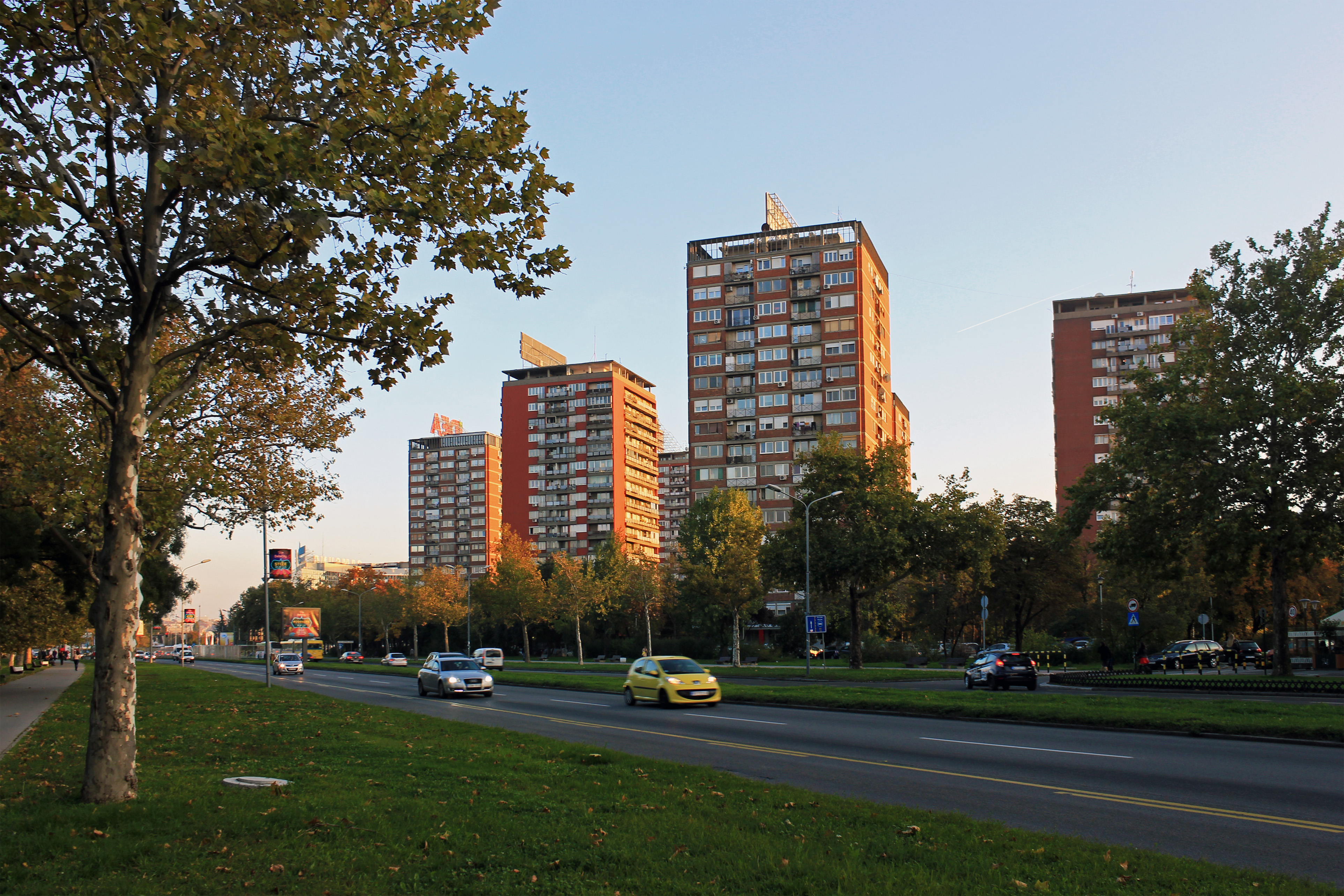
Věžové domy na Novém Bělehradě.

Po skončení války vyvstala otázka další přestavby a obnovy hlavního města Jugoslávie, které bylo zničené několika vlnami bombardování za druhé světové války. Obnova města měla být provedena v duchu trendů modernismu, měla zároveň ale také odrážet i nástup komunismu. Kromě přestavby města byla realizována také další vlna industrializace, která zasáhla celou zemi. Velkolepé stavby byly realizovány v rámci tzv. prvního pětiletého plánu, v roce 1950 byl schválen nový urbanistický plán. Vyřešen měl být především osud volné plochy na druhém břehu řeky Sávy, kde se nacházel dříve koncentrační tábor, a kde se nacházela volná plocha v bezprostřední blízkosti centra města. Močály byly vysušeny a namísto ornice byl realizován projekt sídliště Nový Bělehrad, které se mělo stát vzorovým socialistickým městem. Pro něj byla mimo jiné přeložena i část železniční trati ze Zemunu, vznikl nový tunel a opuštěn byl původní zářez. Kromě obytných bloků zde byly umístěny i některé vládní budovy, např. sídlo Svazové výkonné rady (dnes Palác Srbska), Věž Ušće, kde sídlil Ústřední výbor Svazu komunistů, ale také i muzea a kulturní instituce, jako např. Muzeum současného umění. Výstavba sídliště byla uskutečněna prostřednictvím dobrovolnických brigád, díky nimž bylo možné provést rozsáhlé stavební práce i bez potřebných finančních prostředků ze strany tehdejší vlády, nebo mechanizace. V rámci nich vznikly i některé další stavby po městě, mezi které patří např. Hotel Metropol nebo Hotel Jugoslavija. Masivní výstavba byla možná díky prefabrikaci stavebních dílů. Od roku 1957 začal být uplatňován stavební systém IMS – Žeželj, v rámci něhož vznikla většina bytů na bělehradských sídlištích.
Modernizace se však věnovala i dalším částem města. Vznikaly nové stavby, jako např. Dům odborů. Po dobu několika málo let se dominujícím architektonickým stylem stal socialistický realismus. Po roztržce ve vzájemných vztazích se SSSR se však země oprostila od kulturních vlivů Sovětského svazu a domácím tvůrcům bylo umožněno se opět inspirovat vzory ze západní Evropy. Některé stavby, které v Bělehradě vznikly v 50. letech 20. století tak odkazují na vlivy např. Le Corbusiera. Mezi takové patří např. budova Vojenského zeměpisného ústavu. Mezi modernistické areály patří také např. výstaviště, které vzniklo na břehu řeky Sávy, nedaleko od tehdejšího hlavního nádraží.
Modernizace společnosti se projevovala i na demografickém složení města. Bělehrad se stal jedním (spolu s Černou Horou) z nejméně nábožensky založených míst Jugoslávie. Podíl lidí, kteří se zde v roce 1953 nepřihlásili k žádnému náboženství, dosahoval skoro 30 %.

### 1960–1980: Masivní výstavba a rozvoj

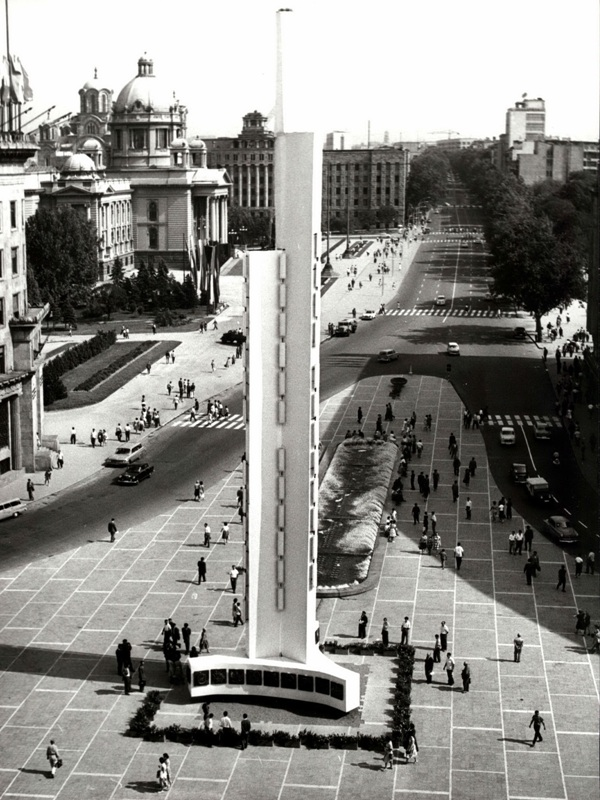
Památník Hnutí nezúčastněných zemí.

V roce 1961 se zde konala také konference Hnutí nezúčastněných zemí. V témže roce zde proběhly i rozsáhlé demonstrace proti vraždě Patrice Lumumby, keňského aktivisty. Během demonstrací došlo k násilnostem a zraněním, demonstranti také vtrhli na velvyslanectví Belgie. V roce 1968 se ve městě odehrály demonstrace studentů proti tehdejšímu režimu. Demonstranti však nepožadovali liberalizaci země ale důslednější dodržování myšlenek socialismu, které měl Svaz komunistů Jugoslávie zastávat, zlepšení hospodářské situace země a řady dalších požadavků. Napadali politické vedení zleva; jejich sloganem bylo "pryč s rudou buržoazií".
Modernizována byla také dopravní síť ve městě. Hlavní tepnou sídliště Nový Bělehrad, které se postupně rozvíjelo, se stala Dálnice Bratrství a jednoty, která směřovala z Bělehradu na západ do Chorvatska. Pro tuto dálnici byly vybudovány nové mosty, např. Gazela přes řeku Sávu a nové dálniční křižovatky, jako např. křižovatka Mostar. Pod třídou Terazije v centru města byl proražen tunel (zprovozněn v r. 1970). Byl zahájen projekt přestavby železničního uzlu, který počítal se zánikem původního hlavního nádraží na břehu řeky Sávy a jeho přesun jižněji od středu města. Nové nádraží však bylo plně zprovozněno až v 21. století. Od roku 1961 byl v provozu také vysílač Avala na stejnojmenném vrchu na jižním okraji města.
Mezi březnem až květnem 1972 postihla Bělehrad epidemie pravých neštovic, v rámci níž byla prováděna přísná karanténa a plošná vakcinace obyvatelstva. O karanténě v Bělehradské hlavní nemocnici v tomto období pojednává film Variola vera, který byl natočen v roce 1981.
Stavební rozvoj města se v 70. letech 20. století realizoval v souladu s územním plánem, schváleným v roce 1972. K dokončeným blokům Nového Bělehradu přibyla další zástavba, která vytvořila souvislý pás osídlení od soutoku Dunaje a Sávy až po město Zemun, které bylo připojeno k metropoli. Na břehu řeky Sávy dále od centra byly realizovány další sídlištní bloky (tzv. Savski blokovi). Předpokládal se i vznik obchvatu města, který měl být veden ze západní a jižní strany až do prostoru Bubanj potok. Ve městě, které mělo tehdy 1,1 milionu obyvatel byl předvídán nárůst na 1,9 milionu a rozšíření bytového fondu z 330 000 na 660 000 bytů. V roce 1976 byl vypracován projekt metra, které však nebylo nikdy realizováno. Naopak měla být zcela zrušena po dokončení metra tramvajová síť. Pozornost celé Evropy na sebe také jugoslávská metropole upoutala roku 1976, kdy se zde konalo Mistrovství Evropy ve fotbale. V závěru 70. let bylo v Novém Bělehradu otevřeno konferenční centrum Sáva, kde se v letech 1977 a 1978 konalo jednání OBSE, později i Světové banky a Mezinárodního měnového fondu. V roce 1980 se zde uskutečnilo zasedání Valné hromady UNESCO. Pravidelně se zde konaly kongresy Svazu komunistů Jugoslávie. V roce 1980 bylo rozsáhle modernizováno Letiště Bělehrad. V témže roce se zde také uskutečnil státní pohřeb Josipa Broze Tita, kterého se účastnilo okolo 700 000 lidí.
V závěru 70. let 20. století byly dokončeny také některé stavby, které jsou v současné době dominantami města. Jednalo se o řadu moderních staveb, ale i brutalistických budov. Vznikly obě tzv. "brány" města (západní a východní): Genex Tower, která je dominantou západního okraje města a Rudo, dominanta východního okraje metropole. Byla dokončena výšková budova Beograđanka v centru města. Moderní sportovní areály vznikaly víceméně také v této době; hala Pionir byla otevřena roku 1973, ve stejném roce bylo otevřeno sportovní centrum Milana Gale Muškatiroviće (dříve 25. května). Stavební rozvoj města pokračoval i v 80. letech směrem na jih a na východ. Byla budována nová panelová sídliště, mezi která patřila např. Konjarnik, Novo Mirijevo, apod.

### 1980–1991: Bělehrad během krize jugoslávského státu

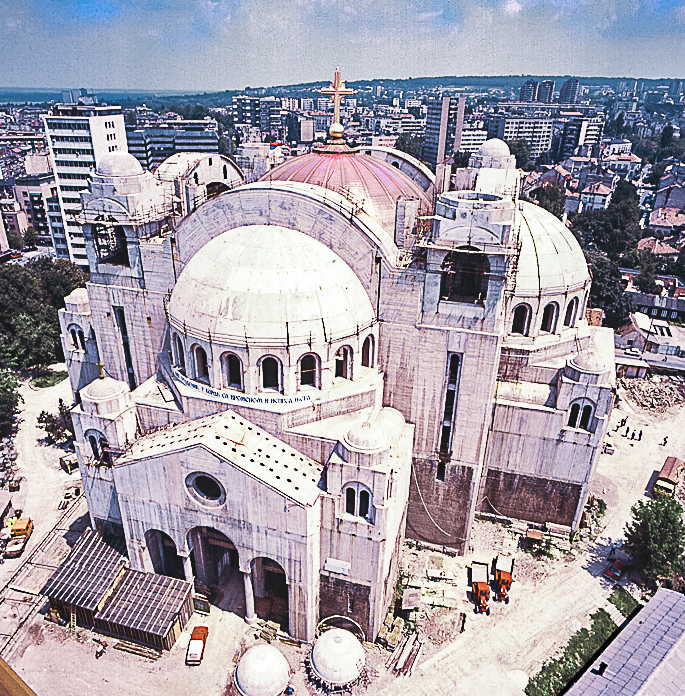
Výstavba chrámu sv. Sávy v závěru 80. let 20. století.

Boom v oblasti nové výstavby se značně zpomalil v první polovině 80. let 20. století v souvislosti s ekonomickým útlumem a později celkovou krizí jugoslávského státu. Počet obyvatel města však rostl i v této dekádě, především kvůli tomu, že Bělehrad vykazoval mnohem nižší míru nezaměstnanosti, než zbytek Jugoslávie. Kromě samotného města se rozrůstala i další sídla v jeho blízkosti, která byla dobře dopravně dostupná a vznikala tak první satelitní sídla (Borča, Ovča, Surčin, Nova Pazova, Stara Pazova a další.[zdroj?]). V 80. letech také vznikla nová sídliště, mezi které patřily např. Cerak Vinogradi nebo Višnjička banja. Slábnoucí schopnost jugoslávského státu zajistit dostatek bydlení pro všechny příchozí do metropole vedla jednak k intenzivnější individuální výstavbě a jednak k vznikům pololegální až zcela nelegální výstavby. Tento problém se později ještě více prohloubil v letech devadesátých.
V 80. letech byl v Bělehradě velmi aktivní kulturní život, působila zde (stejně jako v řadě větších měst tehdejší SFRJ) řada hudebních kapel a byl zde poměrně bohatý noční život. Bělehrad byl jedním z center jugoslávské nové vlny (srbochorvatsky Novi talas).
Na konci 80. let byla celá Jugoslávie v poměrně pokročilé ekonomické, společenské a politické krizi. V Bělehradě se v letech 1987, 1988 a 1989 uskutečnil nemalý počet jak demonstrací, tak i provládních mítinků, které byly součástí tzv. Protibyrokratické revoluce. Tato shromáždění se konala v blízkosti významných objektů, kde sídlily různé politické instituce. Mezi taková místa proto patřil např. park Ušće (na soutoku Dunaje a Sávy), který byl v blízkosti sídla Ústředního výboru Svazu komunistů Jugoslávie apod. V roce 1985 se v Bělehradě konala poslední vojenská přehlídka Jugoslávské lidové armády.
Na přelomu 80. a 90. let 20. století byla sledovanou událostí výstavba chrámu Svatého Sávy na vrcholu Vračar, která symbolizovala návrat Srbů k pravoslavné církvi po několika desítkách let politiky ateizace.
V lednu 1990 bylo po 14. kongresu Svazu komunistů Jugoslávie rozhodnuto o ukončení politického monopolu jedné strany. Velmi rychle se v celé Jugoslávii i v Srbsku vytvořily nové politické strany. Hroucení mocenského monopolu komunistů doprovázel i pád tehdejších symbolů a ikon; v květnu 1990 se na 10. výročí úmrtí Josipa Broze Tita protestní průvody zvrhly v násilnosti a skandování sloganů "Tito je fašista". Na sklonku roku 1990 přenášela Televize Bělehrad živě vánoční mši v chrámu svatého Sávy.
Předvolební atmosféra o rok později vyústila v masové demonstrace, které probíhaly od jara 1991 až do vypuknutí válek na území Slovinska a Chorvatska. Proti demonstrantům, kterých bylo odhadem mezi 100 000–150 000 zasáhly tanky Jugoslávské lidové armády.

### 1991–2000: Přelom století a společenské změny

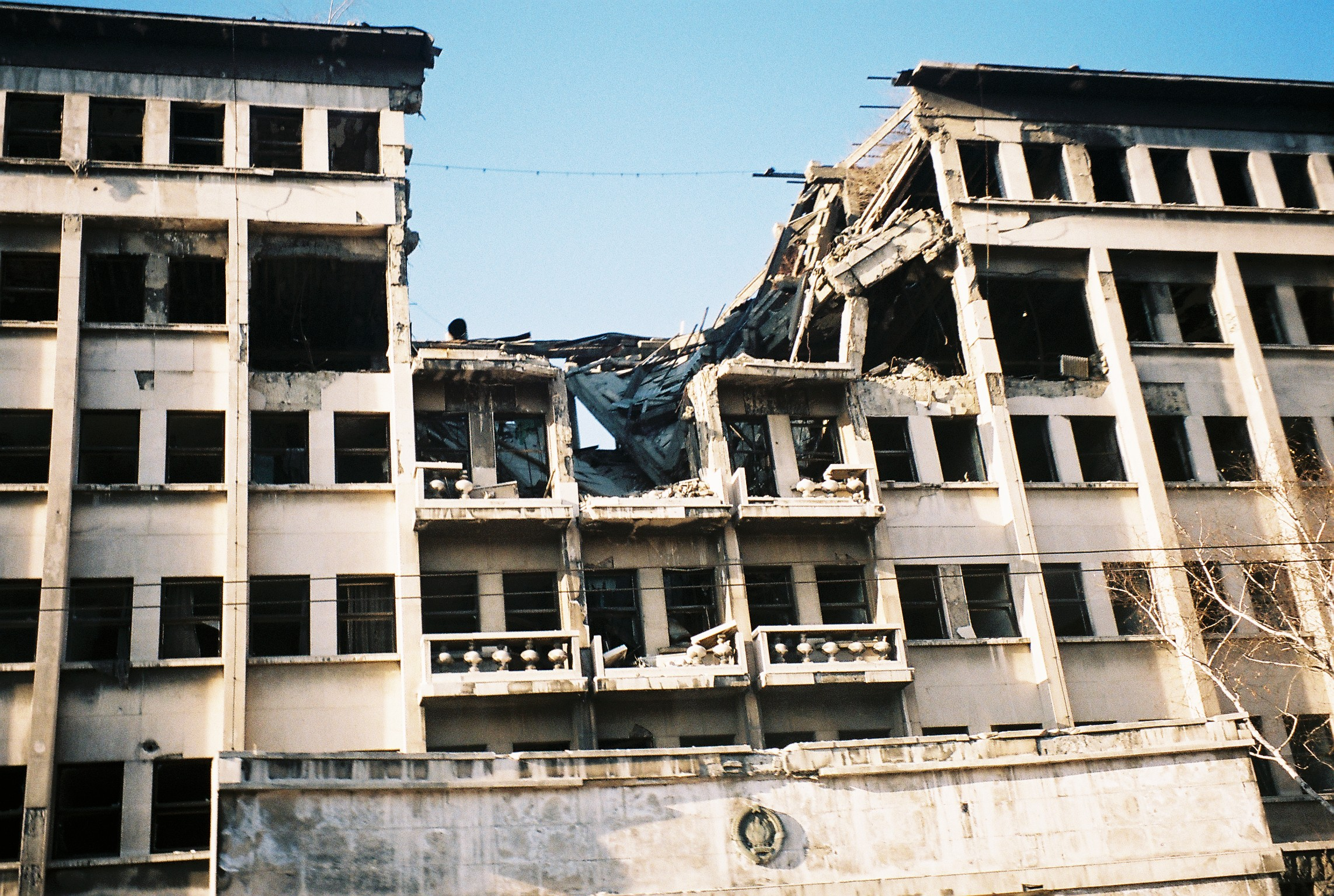
Vládní budova zničená během bombardování NATO v roce 1999.

V souvislosti s válkami na území bývalé Jugoslávie, především v Chorvatsku a v Bosně a Hercegovině přišlo do Bělehradu v první polovině 90. let velké množství válečných uprchlíků. Výsledkem toho bylo, že v jednom okamžiku činil podíl Bělehradu na celkovém počtu obyvatel Srbska až 27 %. Město však bylo těžce zasaženo i návratem válečných veteránů, katastrofální hospodářskou situací země, nedostatkem surovin v souvislosti s mezinárodními sankcemi apod. I přesto to všechno pokračovaly některé stavební projekty z minula, jakými byla např. přestavba železničního uzlu. V roce 1995 tak byla uvedena do provozu podzemní železniční stanice Vukov spomenik.
Hospodářský šok, kterým Svazová republika Jugoslávie v dané chvíli procházela, mimo jiné znamenal vzestup překupnictví, rozvoj "stánkové ekonomiky" a další šíření města bez jakéhokoliv plánování nebo vlivu samosprávy na okraji města (většinou v polích), na malých pozemcích a bez organizované uliční sítě, kanalizace nebo dalších rozvodů.
V roce 1996 vypukly v Bělehradu další demonstrace poté, co tehdejší vláda neuznala výsledky komunálních voleb. Mezi listopadem 1996 a únorem 1997 se tak konaly v centru města neustále různé protesty. Poté, co tehdejší vláda nakonec výsledky uznala, byl Zoran Đinđić zvolen primátorem města.
Během bombardování Svazové republiky Jugoslávie na jaře 1999 byla zasažena celá řada strategicky významných objektů po celém městě. Mezi ty patřila např. budova vlády republiky Srbska v rámci SRJ, budovy Generálního štábu a Ministerstva obrany, Avalská televizní věž, sídlo televize RTS, Hotel Jugoslavija, Věž Ušće, bývalá Titova (a později Miloševićova vila na adrese Užička 15) a další. Diplomatický incident vyvolal úder na čínské velvyslanectví.

## 21. století

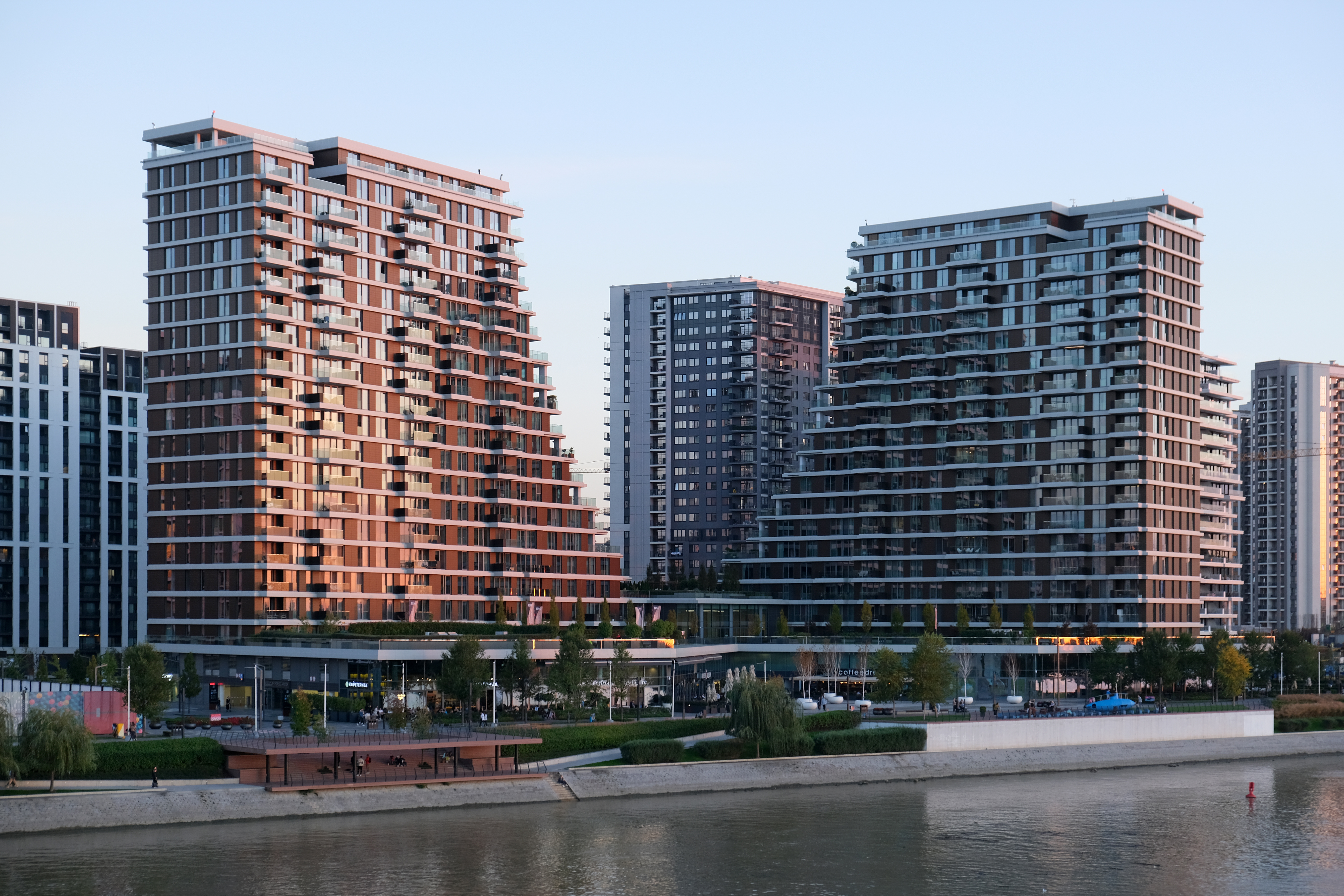
Budova na břehu řeky Sávy, součást projektu Beograd na vodi (Belgrade Waterfront) v roce 2023.

V souvislosti s prezidentskými volbami, ve kterých Slobodan Milošević prohrál, nicméně odmítl výsledek voleb uznat, vypukly v Bělehradě v říjnu 2000 další rozsáhlé demonstrace. Dne 5. října byl při jednom z řady protestů demonstrujícími vyrabován jugoslávský parlament a následně došlo k demokratické transformaci země. Otevření Srbska západní Evropě umožnilo v pozdějším období modernizaci a rozvoj města, které trpělo stárnoucí infrastrukturou z období socialistické Jugoslávie.
V roce 2008 v souvislosti s vyhlášením nezávislosti Kosova proběhly v Bělehradě rozsáhlé demonstrace, během níž protestující zaútočili na budovu velvyslanectví USA.
Během druhé dekády 21. století byly realizovány některé rozsáhlejší stavební projekty. Řada budov, mostů a dopravní infrastruktury byla renovována. Nebyla však oproti očekávání zahájena výstavba metra. Dokončeno bylo nádraží Beograd-Centar, uzavřeno původní hlavní nádraží a z brownfieldu v oblasti bývalého nádraží začal vznikat rozsáhlý projekt Beograd na vodi, který počítá s výstavbou nového nábřeží, nových obytných domů, nových tříd a dominantní věže o výšce přes 160 m. Postaveny byly také nové mosty, mezi které patřil např. Most na Adi přes řeku Sávu a Pupinův most přes Dunaj.
V druhé polovině dekády se město začalo stále intenzivněji otevírat také turistice. V centru města tak vznikly nové hotely; a to buď přestavbou starších budov (např. bývalého sídla společnosti Jugoexport), nebo demolicí původních (např. budovy společnosti Jugodrvo). Město začalo být popularizováno jako oblíbená destinace s bohatým kulturním i nočním životem v západoevropských médiích. Renovován byl veřejný prostor – na náměstí republiky vznikla pěší zóna, na náměstí Slavija byla zbudována fontána.